# TBST
在分子生物学中， TBST (或 TTBS)是一种Tris缓冲液和聚山梨醇酯20（亦称为Tween-20）的混合物。 这是一种用于在Western印迹法中清洗硝酸纤维素膜和在ELISA实验中清洗微孔板的缓冲溶液。

## TBST的配方
以下是一种TBST配方实例：
- 20 mM 三羟甲基氨基甲烷
- 150 MM 氯化钠
- 0.1% 吐温20（英语：Polysorbate 20）

用盐酸调整其pH值至7.4–7.6
最简单的配制TBST溶液的方法是使用TBST片。 直接将它们溶解到500 mL去离子水中即可。